# Алберт Капенгут
Алберт Зиновевич Капенгут е американски шахматист, бивш състезател на Съветския съюз и Беларус.

## Биография
Шампион е на щата Ню Джърси през 2001 и 2003 година.
През 2008 година завършва на второ място в американското първенство за ветерани с резултат 4,5 точки от 5 възможни.
Капенгут е известен с треньорската си дейност. Носител е на званието „Заслужил треньор на СССР“. Сред неговите най-известни ученици са гросмайсторите Борис Гелфанд, Иля Смирин и Юрий Шулман.